# Zuid-Amerikaanse scheenplaatschildpadden
Zuid-Amerikaanse scheenplaatschildpadden (Podocnemis) zijn een geslacht van schildpadden dat behoort tot de familie scheenplaatschildpadden (Podocnemididae).

## Naam en indeling
De wetenschappelijke naam van de groep werd voor het eerst voorgesteld door Johann Georg Wagler in 1830. Er zijn zes soorten, twee andere soorten die ooit tot dit geslacht werden gerekend zijn inmiddels aan andere geslachten toegewezen. Het betreft de Zuid-Amerikaanse grootkopschildpad (nu; Peltocephalus) en de madagaskarscheenplaatschildpad (nu; Erymnochelys). De wetenschappelijke geslachtsnaam Podocnemis betekent vrij vertaald 'scheenvoetigen'; pod = voet en cnemis = scheen. Deze naam slaat op de vergrote schubben die gelegen zijn aan de voorpoten.
De voorouders van Zuid-Amerikaanse scheenplaatschildpadden waren waarschijnlijk zeebewoners die leefden in ondiepe kustwateren. Later zouden zij zich hebben ontwikkeld tot rivierbewoners. Uitgestorven verwanten zijn aangetroffen uit het Eoceen in Europa en Afrika en het Krijt in Noord-Amerika. Uit het Mioceen zijn fossielen bekend uit Zuid-Amerika.

## Uiterlijke kenmerken
De schildpadden worden middelgroot tot groot, en kunnen een schildlengte bereiken van ongeveer dertig centimeter tot een meter. Mannetjes blijven kleiner dan de vrouwtjes. Alle soorten hebben een vrij plat, ovaal schild met meestal een bruine tot grijze of groene kleur. Het buikschild is niet voorzien van een scharnierend deel. Het schild is bij sommige soorten voorzien van opstaande kielen, vooral bij de jongere exemplaren. Alle soorten hebben een tot drie baarddraden onderaan de kin die dienen als tastorgaan. De kop heeft vaak gele tot rode vlekken of strepen. Door de relatief lange nek kunnen de schildpadden in wat dieper water leven en toch makkelijk ademhalen.

## Verspreiding en habitat
De schildpadden komen voor in delen van Zuid-Amerika en leven in de landen Guyana, Frans-Guyana, Venezuela, Colombia, Ecuador, Peru, Bolivia, Venezuela, Brazilië, mogelijk in Trinidad en Tobago. De habitat bestaat uit tropische en subtropische laaglandbossen en grotere inlandse wateren zoals rivieren en meren.

## Beschermingsstatus
Door de internationale natuurbeschermingsorganisatie IUCN is aan vijf soorten een beschermingsstatus toegewezen. Een soort wordt beschouwd als 'van bescherming afhankelijk' (Lower Risk of LK) en drie soorten als 'kwetsbaar' (Vulnerable of VU). De soort Podocnemis lewyana ten slotte staat te boek als 'ernstig bedreigd' (Critically Endangered of CR).

## Soorten
Het geslacht omvat de volgende soorten, met de auteur en het verspreidingsgebied.
| Naam                                                    | Auteur           | Verspreidingsgebied |
| ------------------------------------------------------- | ---------------- | --- |
| Podocnemis erythrocephala                               | Spix, 1824       | Colombia, Venezuela, Brazilië                                                                                          |
| Arrauschildpad (Podocnemis expansa)                     | Schweigger, 1812 | Bolivia, Brazilië, Colombia, Ecuador, Guyana, Peru, Venezuela, mogelijk in Frans-Guyana en Trinidad                    |
| Podocnemis lewyana                                      | Duméril, 1852    | Colombia |
| Knobbelscheenplaatschildpad (Podocnemis sextuberculata) | Cornalia, 1849   | Brazilië, Colombia, Peru                                                                                               |
| Terekayschildpad (Podocnemis unifilis)                  | Troschel, 1848   | Guyana, Frans-Guyana, Venezuela, Colombia, Ecuador, Peru, Bolivia, Venezuela, Brazilië, mogelijk in Trinidad en Tobago |
| Savannescheenplaatschildpad (Podocnemis vogli)          | Müller, 1935     | Venezuela, Colombia |